# Altos de Los Mechatos
Altos de Los Mechatos es un caserío peruano ubicado en el distrito de La Arena, perteneciente a la provincia y departamento de Piura, al norte del Perú. 

## Ubicación
Altos de Los Mechatos se ubica al oeste de la provincia de Piura, en el distrito de La Arena, en el departamento de Piura.

## Demografía
En 2017 Altos de Los Mechatos tenía una población de 222 habitantes.
| Gráfica de evolución demográfica de Altos de Los Mechatos entre 1993 y 2017 |
|                                                                             |
| Fuentes: Población 1993 y 2017                                              |